# Eléazar
Eléazar, född 9 februari 1970 i Frankrike, var en fransk varmblodig travhäst. Han tävlade mellan åren 1973 och 1980, och tränades och kördes i hela sin karriär av Léopold Verroken.

## Karriär
Eléazar började att tävla vid 3 års ålder, och under debutsäsongen kom han bland annat på fjärde plats i Critérium des 3 ans på Vincennesbanan.
Under säsongen 1976 kom han på tredje plats i Prix de Paris, samt Prix René Ballière. Under det Franska vintermeetinget 1976–1977 kom han tvåa i Prix d'Amérique, slagen av rivalen Bellino II. Samma år segrade han i Prix de France och tog en andraplats i Prix de Paris.
Eléazar blev även inbjuden till 1977 års upplaga av Elitloppet, där han vann i både kvalheat och finalheat. Eléazar kunde även inkassera en bonus på 50 000 kronor som Solvalla delar ut till den häst som vunnit både kval- och finalheat. Han deltog även i Elitloppet 1978 där han vann sitt kvalheat, och kom tvåa i finalheatet bakom Hadol du Vivier.
Han ställde upp i Prix d'Amérique även 1978 och 1979, men det skulle dröja till 1980 innan första (och enda) segern i loppet kom. Han kom att vinna Prix de France tre gånger (1977, 1978, 1980) och Prix de Paris två gånger (1978 och 1979). Segern i Prix de France 1980 blev hans 28:e och sista, då det meddelats att Eléazar slutar tävla, och istället blir verksam som avelshingst.

## Större segrar i urval
Frankrike
- Prix d'Amérique (Gr.1, 1980)
- Prix de France (Gr.1, 1977, 1978, 1980)
- Prix de Paris (Gr.1, 1978, 1979)
- Prix de l'Atlantique (1978)
- Prix de Sélection (Gr.1, 1974)
- Grand Critérium de Vitesse (Gr.1, 1977, 1978)
- Grand Prix du Sud-Ouest (Gr.2, 1978, 1979)
- Prix Piérre Plazen (Gr.2, 1973)
- Prix Charles Tiercelin (Gr.2, 1974)
- Prix Jules Thibault (Gr.2, 1974)
- Prix Octave Douesnel (Gr.2, 1974)
- Prix Marcel Laurent (Gr.2, 1975)
- Prix de la Marne (Gr.2, 1976)
- Prix du Plateau de Gravelle (Gr.2, 1976)
- Prix d'Europe (Gr.2, 1976)
- Prix de Buenos-Aires (Gr.2, 1979)

 Sverige
- Elitloppet (Gr.1, 1977)

 Tyskland
- Prix des Meilleurs (Gr.1, 1976)
- Elite-Rennen (Gr.1, 1976)
- Grand Prix de Bavière (Gr.1, 1978)

 Belgien
- Grand Prix d'Été (Gr.1, 1977)

## Stamtavla
| Efter Kerjacques 1954 | Quinio 1938      | Hernani III 1929     | Ontario 1914       |
| Efter Kerjacques 1954 | Quinio 1938      | Hernani III 1929     | Odessa 1914        |
| Efter Kerjacques 1954 | Quinio 1938      | Germaine 1928        | Phoenix 1915       |
| Efter Kerjacques 1954 | Quinio 1938      | Germaine 1928        | Lysistrata 1911    |
| Efter Kerjacques 1954 | Arlette III 1944 | Loudéac 1933         | Boléro 1923        |
| Efter Kerjacques 1954 | Arlette III 1944 | Loudéac 1933         | Bonne Fortune 1923 |
| Efter Kerjacques 1954 | Arlette III 1944 | Maggy II 1934        | Fidus 1927         |
| Efter Kerjacques 1954 | Arlette III 1944 | Maggy II 1934        | Dédette II 1925    |
| Undan Quérida 1960    | Carioca II 1946  | Mousko Williams 1934 | Sam Williams 1922  |
| Undan Quérida 1960    | Carioca II 1946  | Mousko Williams 1934 | Carlotta 1924      |
| Undan Quérida 1960    | Carioca II 1946  | Quovaria 1938        | Javari 1931        |
| Undan Quérida 1960    | Carioca II 1946  | Quovaria 1938        | Champagne III 1924 |
| Undan Quérida 1960    | Vorona 1943      | Jakow 1931           | Télémaque V 1919   |
| Undan Quérida 1960    | Vorona 1943      | Jakow 1931           | Braila 1923        |
| Undan Quérida 1960    | Vorona 1943      | Héroïne VI 1929      | Quo Vadis 1916     |
| Undan Quérida 1960    | Vorona 1943      | Héroïne VI 1929      | Argonne II 1922    |